# Laurent Melois
Pour les articles homonymes, voir Melois.
Laurent Melois (né à Paris le 7 septembre 1830 et mort à Fleurines le 20 juillet 1896) est un graveur français.

## Biographie
Laurent Melois naît à Paris le 7 septembre 1830.
Élève d'Achille Martinet, il débute au Salon de Paris de 1879 et reçoit une mention honorable en 1889.
On lui doit Les sept Œuvres de miséricorde d'après Sébastien Norblin,.
Laurent Melois meurt à Fleurines le 20 juillet 1896.